# Letov Š-28

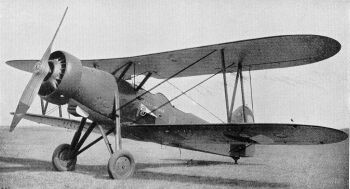
Letov Š-328

De Letov Š-28 is een Tsjechoslowaaks dubbelzits dubbeldekker verkenningsvliegtuig en lichte bommenwerper gebouwd door Letov. De Š-28 is ontworpen door ingenieur Alois Šmolík. De Š-28 vloog voor het eerst in juli 1929. Van alle versies, Š-28 tot en met Š-528, zijn zo'n 500 stuks gebouwd. Van de Š-28 zelf is slechts één prototype gebouwd.

## Geschiedenis
Toen de Š-28 in 1928 aan de Tsjechoslowaakse luchtmacht werd voorgesteld, plaatste deze op 8 september 1928 een bestelling voor één prototype ter evaluatie. Dit toestel zou voor 31 december dat jaar geleverd moeten worden voor 326 000 Tsjechoslowaakse kronen. De Š-28 werd pas juni 1929 afgebouwd, waarop het op 21 augustus 1929 werd afgeleverd aan de Tsjechoslowaakse luchtmacht. Tussen 25 augustus en 26 september dat jaar werd de Š-28 getest in Malacky, in het huidige Slowakije. De uitkomst van de testen was dat de Š-28 een te zwakke motor en enkele veranderingen in de constructie zou moeten ondergaan voor het in serie aangeschaft zou kunnen worden. Tot 1934 diende het prototype in de Tsjechoslowaakse luchtmacht bij de opleidingslaag van het eerste vliegregiment in Praag. Daarna werd het gebruikt door de opleidingslaag van het tweede vliegregiment in Olomouc. Hier werd het toestel omgebouwd tot een passagiersvliegtuig, waarna het meedeed aan de "Masarykova letecká liga" met de registratie OK-LOH. Op 7 augustus 1938 stortte het toestel neer.

## Versies
- Š-28: prototype, aangedreven met een Walter Castor, 177 kW (240 pk).
- Š-128: eerste productie versie, aangedreven met een door Gnome et Rhône gebouwde Bristol Mercury VII, 368 kW (500 pk)
- Š-228: productie versie voor Estland, aangedreven met een door Walter gebouwde Bristol Mercury VII, 368 kW (500 pk)
- Š-328: hoofd productie versie, aangedreven met een door Walter gebouwde Bristol Pegasus II-M2, 467 kW (635 pk)
- Š-328F: prototype voor Finland, aangedreven door een door Walter gebouwde Bristol Pegasus II-M2, 427 kW (580 pk)
- Š-328N: Nachtjachtvliegtuig
- Š-328V: Watervliegtuig
- Š-428: eerder bekend als Š-328M, een ondersteuningsvliegtuig, aangedreven met een Avia Vr-36 watergekoelde V-12, 545 kW (740 pk)
- Š-528: een verdere ontwikkeling op de Š-428, aangedreven door een Gnome et Rhône Mistral Major, 597 kW (800 pk)

## Specificaties
- Bemanning: 2, de piloot en een observeerder
- Lengte: 9,90 m
- Spanwijdte: 13,30 m
- Vleugeloppervlak: 40,00 m2
- Leeggewicht: 942 kg
- Startgewicht: 1 585 kg
- Motor: 1× Walter Castor, 177 kW (200 pk)
- Maximumsnelheid: 195 km/h
- Kruissnelheid: 160 km/h
- Plafond: 5 300 m
- Vliegbereik: 650 km

## Gebruikers
- Tsjechoslowakije